# Eugenia moschata
Eugenia moschata är en myrtenväxtart som först beskrevs av Jean Baptiste Christophe Fusée Aublet, och fick sitt nu gällande namn av Franz Josef Niedenzu, Théophile Alexis Durand och Benjamin Daydon Jackson. Eugenia moschata ingår i släktet Eugenia och familjen myrtenväxter. Inga underarter finns listade i Catalogue of Life.